# La Berruga (Vallfogona de Ripollès)
La Berruga és una muntanya de 1.188 metres que es troba al municipi de Vallfogona de Ripollès, a la comarca catalana del Ripollès.